# Dogliani
Dogliani est une commune italienne de la province de Coni, dans la région Piémont.

## Géographie

### Communes limitrophes
Les communes limitrophes de Dogliani sont : Belvedere Langhe, Bonvicino, Bossolasco, Cissone, Farigliano, Lequio Tanaro, Monchiero, Monforte d'Alba, Roddino et Somano.

### Hameaux
Les frazioni de Dogliani sont Fossato, Giachelli, Gombe, Masanti, Pian del Troglio et Taricchi.

## Administration
| Période                                  | Période | Identité       | Étiquette     | Qualité |
| ---------------------------------------- | ------- | -------------- | ------------- | ------- |
| 26 mai 2014                              | 2019    | Franco Paruzzo | Liste civique |         |
| Les données manquantes sont à compléter. |         |                |               |         |

### Jumelages
- Jarnac (France) depuis 2000 ;
- Lautertal (Allemagne) depuis 2016.

## Personnalités liées à la commune
- Giovanni Battista Borra (1713-1786), architecte ;
- Giovanni Battista Schellino (1818-1905), architecte ;
- Giuseppe Ignazio Corte (1710-1794), chancelier du royaume de Sardaigne ;
- Celso Cesare Moreno (1831-1901), homme politique ;
- Placido Cerri (1843-1874), philologue ;
- Luigi Einaudi (1874-1961), économiste, homme politique et président de la République italienne (1948-1957) ;
- Ernesto Cappa (1888-1957), militaire ;
- Giulio Einaudi (1912-1999), éditeur italien né à Dogliani ;
- Giorgio Bocca (1920-2011), écrivain et journaliste ;
- Michele Ferrero (1925-2015), entrepreneur ;
- Giuseppe Gabetti (1886-1948), universitaire et germaniste.